# یک برادر باید مثل این باشد
یک برادر باید مثل این باشد (به هندی: Bhai Ho To Aisa) فیلمی محصول سال ۱۹۷۲ و به کارگردانی مانموهان دسای است. در این فیلم بازیگرانی همچون جیتندرا، هما مالینی، شاتورگان سینها، رانجیت ایفای نقش کرده‌اند.